# چاکرلار (توفان بی‌لی)
چاکرلار (به ترکی استانبولی: Çakırlar) یک منطقهٔ مسکونی در ترکیه است که در توفانبیلی واقع شده‌است.